# Трифон Силяновски
Трифон Димитров Силяновски е български композитор, пианист, педагог, музикален теоретик, философ. Преподавател в Академията за музикално, танцово и изобразително изкуство Пловдив (1982-91) и извънреден професор в Националната музикална академия „Проф. Панчо Владигеров“ в София.

## Предци
Трифон Силяновски принадлежи на видния крушевски род Силяновски. Прадядо му Аврам Силяновски е строил главната църква в Крушево. Баща му – проф. Димитър Антонов Силяновски (1892 – 1971) е сред водещите прависти, специализирал в Германия и Австрия, автор на учебници и създател на школа в българското гражданско право, декан на Юридическия факултет, дългогодишен активен член и председател на Македонския научен институт. От същия род са генерал Георги Силяновски (1857 – ?), както и неговият племенник генерал Васил Силяновски (1870 – 1946).

## Живот
Трифон Силяновски е роден през 1923 г. в София. Баща му е проф. Димитър Силяновски. Чести техни гости са Йордан Йовков, Николай Лилиев, Симеон Радев, Александър Балабанов и други български духовни първенци. След като учи латински и орган, Трифон Силяновски завършва класическа гимназия и от 1941 до 1943 г. следва история на изкуствата и стилистика при проф. Ханс Зеделмайер (1896 – 1984) във Виена. Там е приет и в Консерваторията, където учи при големия немски пианист Вилхелм Кемпф. Същевременно изнася рецитали като пианист в Скопие и Будапеща. Във Виена Трифон Силяновски слуша многократно концерти на големите немски диригенти Вилхелм Фуртвенглер, Херман Абендрот, Вилем Менгелберг, Карл Бьом и Ханс Кнапертсбуш. През 1942 присъства на репетиция на Фуртвенглер, който оказва решаващо въздействие за изграждането на неговата концепция относно музикалната интерпретация.
Поради военните събития обаче Силяновски се завръща в София, където се дипломира едновременно в три специалности: в Софийския университет – право, в Музикалната академия – композиция при проф. Панчо Владигеров и пиано при проф. Димитър Ненов. Проф. Стоян Брашованов го подготвя за свой асистент по история на музиката и музикална естетика, но „задържането“ му след 9 септември 1944 година осуетява тези планове.
На първото общобългарско състезание за певци и инструменталисти през 1948 г. Трифон Силяновски получава втора награда и прави силно впечатление със забележителните си интерпретации на Бах и Бетховен, записани в Златния фонд на Радио София.

### Репресии
През 1949 г. след смъртта на Георги Димитров група музиканти разглеждат портрети на Ленин, Димитров и Сталин. Трифон Силяновски казва: „Първите двама си отидоха, кога ли ще си иде и третият?“ На следващата сутрин е арестуван по донос. Вместо да замине на специализация в Москва, заминава на лагер, а творчеството му е забранено. Прекарва три години в концлагерите Куциян, Богданов дол и Белене. Подлаган е на всякакви издевателства, в това число е каран да си копае гроба и два пъти му е инсцениран разстрел.

### Късни години
След като през 1952 г. излиза от затвора, Силяновски работи като гробар, свири в заведения и дава частни уроци по гръцки, латински и пиано. Тогава създава своите Първа симфония, Вариации по тема ВАСН, Първи концерт за струнен оркестър, 5 песни за сопран и пиано (лява ръка), по стихове на Рилке и католическата меса Missa Ordinaria.
През 1958 г. Трифон Силяновски се среща с именития руски композитор Дмитрий Шостакович, който е на посещение в България по покана на Съюза на българските композитори. Тази среща става възможна благодарение на съдействието на българския диригент Добрин Петков. Шостакович проявява интерес към творчеството на Трифон Силяновски и дава изключително висока оценка на неговата Втора симфония.
През 1959 г. на Силяновски му се разрешава да работи като корепетитор в Софийската опера. Когато честват юбилея му, той връща ордена, който искали да му връчват – в резултат е изселен в Смолян.
През 1973 г. Трифон Силяновски заедно с Пламен Карталов създават Камерната опера в Благоевград и Силяновски е неин музикален директор до 1982 г.
През следващите години преподава четене на партитури и облигатно пиано в Академията за музикално, танцово и изобразително изкуство Пловдив (1982-91), където през пролетта на 1990 води първия факултативен курс по сравнително изкуствознание.
След политическите промени в края на 80-те години Трифон Силяновски е избран за извънреден професор в ДМА (от 1997 г.). Води майсторски класове по пиано.
Умира на 19 май 2005 г. и е погребан в Централните софийски гробища.
През целия си живот Трифон Силяновски остава дълбоко свързан с културата на Германия и Австрия.

### Награди
- 2000: В чест на 24 май получава почетна грамота и плакет на Министерството на културата.[5]

- 2003: За 80-годишнината си е награден от Министерството на културата с Приз „Златен век“ – „за принос в развитието на българската култура“.[6]

## Творчество
Трифон Силяновски е автор на симфонии, концерти за струнен оркестър, концерт за пиано и други произведения за оркестър; на хорови опуси; камерни и солови пиеси. Голяма част от произведенията му са тематично свързани с ортодоксалната музикална традиция. Това определя и характерни черти от композиционния му стил, в който преобладават ясна структура, плътна музикална фактура и сложна полифония.
С музикалното си творчество Трифон Силяновски върви неотклонно по стъпките на големите немски композитори. В духовно-концептуален аспект неговата музика е същностно сродна с тази на Антон Брукнер и Цезар Франк, а като музикален език стои встрани както от късната романтика, така и от всички форми на модернизъм.
Като интерпретатор Силяновски следва (без да подражава) традициите на големите немски пианисти и преди всичко Вилхелм Бакхаус и Вилхелм Кемпф.
Трифон Силяновски владее старогръцки, латински, немски и още няколко езика. Автор е на книги, студии и над 70 непубликувани различни изследвания в областта на философията, естетиката, теологията, историята на изкуствата и проблеми на музикалната интерпретация.

### Избрани музикални произведения

#### За симфоничен оркестър
- Симфония № 1 (1952)
- Симфония № 2 (1954)
- Симфония № 3 (1972)
- Концерт за пиано и оркестър (1968)
- Византийски триптих (1969)

#### За струнен оркестър
- Прелюд, ария и токата (1946)
- Вариации по тема ВАСН (1952)
- Вариации по тема от Глук (1970)
- Концерт за струнен оркестър № 1 (1953)
- Концерт за струнен оркестър № 2 (1955)
- Концерт за струнен оркестър № 3 (1956)

#### Камерна музика
- Соната за обой и пиано (1956)
- Соната за виолончело соло (1965)
- Соната за цигулка соло № 1 (1966)
- Соната за цигулка соло № 2 (2002)
- Соната за виола соло (1967)
- Триптих за флейта, обой и фагот
- Пет миниатюри за пиано

#### Вокална музика
- 5 песни за сопран и пиано (лява ръка), по стихове на Райнер Мария Рилке (1953)

#### Хорова музика
Musica sacra catholica:
- Missa Ordinaria (1954)
- Te Deum (1956) (II авт. ред. 1996)
- Stabat Mater (1963)

### Теоретически трудове
- Идея. Вяра (С., 1992)
- Немският симфонизъм. Стилови и интерпретационни проблеми (С., 2000, 2006)
- Изкуството във времето. Спецификата на жизнения ритъм в изкуствата и мисълта, Кн. 1, (С., 2002)
- Въведение в трансценденталната философия. Същност на трансценденталната проблемност (предговор) (С., 2003)

### Други литературни произведения
1. Различието между мъдреца, философа и научнозаинтересования човек в периода на класическата и елинистична епоха
2. Находките и влиянията на платонически, неоплатонически, стоически и питагорейски компоненти в средновековната латинска, византийска и арабска философия
3. Аристотеловата логика като фундамент на ментално-интелигебилната познавателна интервенция за западната, източната и арабската схоластика
4. Концептуализмът на Албер като междинна инстанция спрямо реализма и номинализма, стимулирайки номинализма при Беренгар от Тур и Росцелин Компиенски
5. Контроверзията между номиналистите и реалистите, изложена в съчиненията на Анселм, Бонавентура и Тома Аквински
6. Окончателното средновековно експониране на номинализма при Окам и на волунтаризма при Дънс Скот
7. Приликите и отликите в „догматиката и аксиоматиката“ (съответно в теологичната и рационално критичната мисловна оперативност)
8. Ериугена като основно звено при прехода от патристика към схоластика – първият опит в ранното Средновековие за изграждане на общ възглед за света
9. Николаус от Куза и неговата основна мисъл за coineidentio oppositorum
10. Борбата на философските традиции, експонирани във философията на Ренесанса
11. Активната намеса на гносеологично-личната интервенция във философията по време на Ренесанса
12. Разколебаването на просвещенския оптимизъм при Русо и окончателното му реализиране от Кантовите философски концепции чрез „Критиката на чистия разум“ и „Критиката на силата на съждението“
13. Пролегомени и Метафизика на нравите
14. Киркегор и проблемите на съвременния екзистенциализъм
15. Изходните позиции на неопозитивизма от номинализма
16. Културата на Византия и нейната апофатическа мистика
17. Исихазмът като съзерцателно пребиваване в отвъдната действителност
18. Катафатическата мистика като основа на римо-католическата конфесия, както и на протестантската мистика при Майстер Екхарт, Йоханес Таулер, Хайнрих Зусо, Агрипа Нетесхаймски, Себастиан Франк, Валентин Вайгл и Якоб Бьоме
19. Философските концепции във Византия при Василий Велики, Григорий Нисийски, Григорий Назянски (кападокийските отци) и при Михаил Псел
20. Никифор Пфлемид и Халкокондил в смисъл на предвестници на Палеоложката епоха
21. Изкуството на византийската фреска и мозайка, и нейното иконографично отношение към фаюмския портрет и този на Дура Европос
22. Конструктивният проблем на византийската централна постройка и тази на кръсто-куполната черква
23. Характерните специфики на черквата Неа-Мони и Хозис Лукас
24. Куполната конструкция на Хагия София в Константинопол
25. Разликата в натоварването и предаване на тежестта върху четирите колони, ограждащи хоровото пространство, и проблемът за засводяване в квадратната романска свързана система и проблемът за кръстатия готически свод, уравновесяващ тежестта в аркбутаните
26. Разликата и същностната изява в античното архитравно покритие и куполната и сводова покривна конструкция
27. Планът на базиликата като основна форма за романската и готическата сакрална архитектура
28. Естетическата типологичност на византийския образ, осъществена чрез скупчването на персонажите
29. Естетиката на византийската икона
30. „Византийския октоих“ и проблемно-критичните моменти в транслацията му от невмена в съвременна нотация
31. Наченките на италианската живопис от IX век нататък
32. Относно символиката на купола и на свода
33. Преходът от Чимабуе и Дучо ди Буонинсеня към Кавалини и Джото
34. Относно проблемите на пондерацията при Тино да Камайно, Донатело и Микеланджело
35. Проблемът на перспективата от Мазачо и перфектното осъществяване на ракурса при Андреа Мантеня
36. Графично живопиствуващият Ботичели
37. Лаконичният и пестелив израз на Пиеро де ла Франческа
38. Италианската архитектура на „ренесансовото палацо“ и специалното оформяне на фасадния ритъм с пиластрите и ризалитите, завършващи често над атиката или главния корниз на покрива със статуи
39. Крещящата игра на светлосянката при Караваджо
40. Портретът на Андреа дел Сарто
41. Проблемите на маниеризма, свързващ късния ренесанс с барока и взимайки начала от Рафаело и Микеланджело, както и от някои негови следовници
42. Изключителната графика на Тилман Рименшнайдер, Адам Крафт, Йорг Сирлин, Михаел Волгемут, Пахер, Кранах и Дюрер и нейната съзерцателна откровеност
43. Вариационният принцип в арабския макам и арабеската
44. Сицилия – епохата на Фридрих II и приносът на ислямската философия и култура в лицето на ислямските „суфи“, допринесла заедно с аристотелизма на Авероес за културата на Европа
45. Бунтът на Романтизма срещу Просвещението във философията и изкуствата
46. Структурата на рационалното и художествено съзнание
47. Проблеми в интерпретацията на немския симфонизъм
48. Влиянията между източновизантийската музика и българската (главно родопската, повлияна от манихейско-павликянската музикална семантика) едногласна безмензурна песен
49. Основи на западната грегорианика, изхождащи от визиготската, келтската, ирландската, нонантолска и беневентанска литургия
50. Статистичните и динамични структури в изкуствата и тяхното реализиране в степените на културата и цивилизацията
51. За хода и преображенията в основните духовни действителности във фазите култура и цивилизация
52. Възможните достижения на философската и научна мисъл относно концептивната им трактовка в областта на културата и цивилизацията
53. Проблеми в структурата и интерпретацията при пунктуалистичната, сонорна и алеаторна музика
54. Същността на композицията и интерпретацията и разликата между интерпретация, екзегетика и коментар
55. Процесите и целите във философията, науката и изкуството
56. Семантичен обзор на изобразителните изкуства, музиката, литертатурата (в аспекта на вербалните и характерности и възмижности) с оглед тяхната емоционална и рационално-интелектуална диференцираност и отражението им в динамичните и статични взаимноотношения в дейността на изкуството
57. Проблемите на Готиката, Ренесанса и Барока в музиката
58. Готическата и барокова същност в изкуството на Й. С. Бах
59. Естетиката на Моцарт, Бетховен, Брамс и Шуман
60. Въведение в областта на музикалната интерпретация
61. Проблемите на звукоизвличането при интерпретацията
62. Същината на камерното музикално изкуство
63. Отговорността на диригента – Артур Никиш и Вилхелм Фуртвенглер
64. Личността в Античността, Средновековието и ранния Ренесанс
65. Проблемите на реализма, номинализма и волунтаризма в средновековната схоластика
66. Характерното и типично за западноевропейските нации (италианци, французи, немци и англичани) за времето от Ренесанса, Просвещението от XIX век във философията
67. Спецификата на просвещенската концептивна философска мисъл при англичаните, френските просветители и немската философия при Лайбниц и Хайнрих Волф
68. Елинизмът и дидактично-морализиращите елементи в основите на философско-спекулативната му мисъл
69. Философията като път
70. Магията и нейните разновидности
71. Увод в астрологията
72. Обща теория на окултните науки[1]

## Родословно дърво
|  |  |  |  |  |  |                                |                                |                                |                                |                                 |                                 |                                 |                                 |                                 |                                 |                             |                             |                                |                                |                                |                                |                                  |                                  |                                  |                                  | Аврам Силяновски                 |                                  |                                 |                                 |                                 |                                 |  |  |                                  |                                  |                                  |                                  |                                  |                                  |  |  |                               |                               |                               |                               |                               |                               |  |  |  |  |  |  |  |  |  |  |  |  |  |  |  |  |
|  |  |  |  |  |  |                                |                                |                                |                                |                                 |                                 |                                 |                                 |                                 |                                 |                             |                             |                                |                                |                                |                                |                                  |                                  |                                  |                                  |                                  |                                  |                                 |                                 |                                 |                                 |  |  |                                  |                                  |                                  |                                  |                                  |                                  |  |  |                               |                               |                               |                               |                               |                               |  |  |  |  |  |  |  |  |  |  |  |  |  |  |  |  |
|  |  |  |  |  |  |                                |                                |                                |                                |                                 |                                 |                                 |                                 |                                 |                                 |                             |                             |                                |                                |                                |                                |                                  |                                  |                                  |                                  |                                  |                                  |                                 |                                 |                                 |                                 |  |  |                                  |                                  |                                  |                                  |                                  |                                  |  |  |                               |                               |                               |                               |                               |                               |  |  |  |  |  |  |  |  |  |  |  |  |  |  |  |  |
|  |  |  |  |  |  |                                |                                |                                |                                | Георги Силяновски (1857 — 1944) | Георги Силяновски (1857 — 1944) | Георги Силяновски (1857 — 1944) | Георги Силяновски (1857 — 1944) | Георги Силяновски (1857 — 1944) | Георги Силяновски (1857 — 1944) |                             |                             | Константин Силяновски          | Константин Силяновски          | Константин Силяновски          | Константин Силяновски          | Константин Силяновски            | Константин Силяновски            |                                  |                                  | Иван Силяновски                  | Иван Силяновски                  | Иван Силяновски                 | Иван Силяновски                 | Иван Силяновски                 | Иван Силяновски                 |  |  | Олга Футекова (1877 — ?)         | Олга Футекова (1877 — ?)         | Олга Футекова (1877 — ?)         | Олга Футекова (1877 — ?)         | Олга Футекова (1877 — ?)         | Олга Футекова (1877 — ?)         |  |  | Захарий Футеков (1871 — 1949) | Захарий Футеков (1871 — 1949) | Захарий Футеков (1871 — 1949) | Захарий Футеков (1871 — 1949) | Захарий Футеков (1871 — 1949) | Захарий Футеков (1871 — 1949) |  |  |  |  |  |  |  |  |  |  |  |  |  |  |  |  |
|  |  |  |  |  |  |                                |                                |                                |                                | Георги Силяновски (1857 — 1944) | Георги Силяновски (1857 — 1944) | Георги Силяновски (1857 — 1944) | Георги Силяновски (1857 — 1944) | Георги Силяновски (1857 — 1944) | Георги Силяновски (1857 — 1944) |                             |                             | Константин Силяновски          | Константин Силяновски          | Константин Силяновски          | Константин Силяновски          | Константин Силяновски            | Константин Силяновски            |                                  |                                  | Иван Силяновски                  | Иван Силяновски                  | Иван Силяновски                 | Иван Силяновски                 | Иван Силяновски                 | Иван Силяновски                 |  |  | Олга Футекова (1877 — ?)         | Олга Футекова (1877 — ?)         | Олга Футекова (1877 — ?)         | Олга Футекова (1877 — ?)         | Олга Футекова (1877 — ?)         | Олга Футекова (1877 — ?)         |  |  | Захарий Футеков (1871 — 1949) | Захарий Футеков (1871 — 1949) | Захарий Футеков (1871 — 1949) | Захарий Футеков (1871 — 1949) | Захарий Футеков (1871 — 1949) | Захарий Футеков (1871 — 1949) |  |  |  |  |  |  |  |  |  |  |  |  |  |  |  |  |
|  |  |  |  |  |  |                                |                                |                                |                                |                                 |                                 |                                 |                                 |                                 |                                 |                             |                             |                                |                                |                                |                                |                                  |                                  |                                  |                                  |                                  |                                  |                                 |                                 |                                 |                                 |  |  |                                  |                                  |                                  |                                  |                                  |                                  |  |  |                               |                               |                               |                               |                               |                               |  |  |  |  |  |  |  |  |  |  |  |  |  |  |  |  |
|  |  |  |  |  |  |                                |                                |                                |                                |                                 |                                 |                                 |                                 |                                 |                                 |                             |                             |                                |                                |                                |                                |                                  |                                  |                                  |                                  |                                  |                                  |                                 |                                 |                                 |                                 |  |  |                                  |                                  |                                  |                                  |                                  |                                  |  |  |                               |                               |                               |                               |                               |                               |  |  |  |  |  |  |  |  |  |  |  |  |  |  |  |  |
|  |  |  |  |  |  |                                |                                |                                |                                |                                 |                                 |                                 |                                 |                                 |                                 |                             |                             | Васил Силяновски (1870 — 1946) | Васил Силяновски (1870 — 1946) | Васил Силяновски (1870 — 1946) | Васил Силяновски (1870 — 1946) | Васил Силяновски (1870 — 1946)   | Васил Силяновски (1870 — 1946)   |                                  |                                  | Григор Силяновски (1872 — 1937)  | Григор Силяновски (1872 — 1937)  | Григор Силяновски (1872 — 1937) | Григор Силяновски (1872 — 1937) | Григор Силяновски (1872 — 1937) | Григор Силяновски (1872 — 1937) |  |  | Антон Силяновски                 | Антон Силяновски                 | Антон Силяновски                 | Антон Силяновски                 | Антон Силяновски                 | Антон Силяновски                 |  |  |                               |                               |                               |                               |                               |                               |  |  |  |  |  |  |  |  |  |  |  |  |  |  |  |  |
|  |  |  |  |  |  |                                |                                |                                |                                |                                 |                                 |                                 |                                 |                                 |                                 |                             |                             | Васил Силяновски (1870 — 1946) | Васил Силяновски (1870 — 1946) | Васил Силяновски (1870 — 1946) | Васил Силяновски (1870 — 1946) | Васил Силяновски (1870 — 1946)   | Васил Силяновски (1870 — 1946)   |                                  |                                  | Григор Силяновски (1872 — 1937)  | Григор Силяновски (1872 — 1937)  | Григор Силяновски (1872 — 1937) | Григор Силяновски (1872 — 1937) | Григор Силяновски (1872 — 1937) | Григор Силяновски (1872 — 1937) |  |  | Антон Силяновски                 | Антон Силяновски                 | Антон Силяновски                 | Антон Силяновски                 | Антон Силяновски                 | Антон Силяновски                 |  |  |                               |                               |                               |                               |                               |                               |  |  |  |  |  |  |  |  |  |  |  |  |  |  |  |  |
|  |  |  |  |  |  |                                |                                |                                |                                |                                 |                                 |                                 |                                 |                                 |                                 |                             |                             |                                |                                |                                |                                |                                  |                                  |                                  |                                  |                                  |                                  |                                 |                                 |                                 |                                 |  |  |                                  |                                  |                                  |                                  |                                  |                                  |  |  |                               |                               |                               |                               |                               |                               |  |  |  |  |  |  |  |  |  |  |  |  |  |  |  |  |
|  |  |  |  |  |  | Димитър Димитров (1908 — 1975) | Димитър Димитров (1908 — 1975) | Димитър Димитров (1908 — 1975) | Димитър Димитров (1908 — 1975) | Димитър Димитров (1908 — 1975)  | Димитър Димитров (1908 — 1975)  |                                 |                                 | Татяна Силяновска-Димитрова     | Татяна Силяновска-Димитрова     | Татяна Силяновска-Димитрова | Татяна Силяновска-Димитрова | Татяна Силяновска-Димитрова    | Татяна Силяновска-Димитрова    |                                |                                | Константин Силяновски (1905 — ?) | Константин Силяновски (1905 — ?) | Константин Силяновски (1905 — ?) | Константин Силяновски (1905 — ?) | Константин Силяновски (1905 — ?) | Константин Силяновски (1905 — ?) |                                 |                                 |                                 |                                 |  |  | Димитър Силяновски (1892 — 1971) | Димитър Силяновски (1892 — 1971) | Димитър Силяновски (1892 — 1971) | Димитър Силяновски (1892 — 1971) | Димитър Силяновски (1892 — 1971) | Димитър Силяновски (1892 — 1971) |  |  |                               |                               |                               |                               |                               |                               |  |  |  |  |  |  |  |  |  |  |  |  |  |  |  |  |
|  |  |  |  |  |  | Димитър Димитров (1908 — 1975) | Димитър Димитров (1908 — 1975) | Димитър Димитров (1908 — 1975) | Димитър Димитров (1908 — 1975) | Димитър Димитров (1908 — 1975)  | Димитър Димитров (1908 — 1975)  |                                 |                                 | Татяна Силяновска-Димитрова     | Татяна Силяновска-Димитрова     | Татяна Силяновска-Димитрова | Татяна Силяновска-Димитрова | Татяна Силяновска-Димитрова    | Татяна Силяновска-Димитрова    |                                |                                | Константин Силяновски (1905 — ?) | Константин Силяновски (1905 — ?) | Константин Силяновски (1905 — ?) | Константин Силяновски (1905 — ?) | Константин Силяновски (1905 — ?) | Константин Силяновски (1905 — ?) |                                 |                                 |                                 |                                 |  |  | Димитър Силяновски (1892 — 1971) | Димитър Силяновски (1892 — 1971) | Димитър Силяновски (1892 — 1971) | Димитър Силяновски (1892 — 1971) | Димитър Силяновски (1892 — 1971) | Димитър Силяновски (1892 — 1971) |  |  |                               |                               |                               |                               |                               |                               |  |  |  |  |  |  |  |  |  |  |  |  |  |  |  |  |
|  |  |  |  |  |  |                                |                                |                                |                                |                                 |                                 |                                 |                                 |                                 |                                 |                             |                             |                                |                                |                                |                                |                                  |                                  |                                  |                                  |                                  |                                  |                                 |                                 |                                 |                                 |  |  |                                  |                                  |                                  |                                  |                                  |                                  |  |  |                               |                               |                               |                               |                               |                               |  |  |  |  |  |  |  |  |  |  |  |  |  |  |  |  |
|  |  |  |  |  |  |                                |                                |                                |                                |                                 |                                 |                                 |                                 |                                 |                                 |                             |                             |                                |                                |                                |                                |                                  |                                  |                                  |                                  |                                  |                                  |                                 |                                 |                                 |                                 |  |  | Трифон Силяновски (1932 — 2005)  |                                  |                                  |                                  |                                  |                                  |  |  |                               |                               |                               |                               |                               |                               |  |  |  |  |  |  |  |  |  |  |  |  |  |  |  |  |

## Памет
На Трифон Силяновски е наречена улица в квартал „Манастирски ливади“ в София (Карта).